# San Francisco Javier (Granada)
San Francisco Javier es un barrio de Granada, España, perteneciente al distrito Beiro. Está situado en la zona norte de la ciudad. Limita al norte con el barrio de Joaquina Eguaras; al este, con el barrio de Campo Verde; al sur, con el barrio de Plaza de Toros-Doctores-San Lázaro; y al oeste, con el barrio de La Cruz.

## Lugares de interés
- Hospital de Traumatología de Granada
- Parroquia San Antonio de Padua. Calle San Pablo, 10.